# Armand Donnay
Armand Donnay was een gewezen Franse kolonel die in de jaren 70 en 80 van de 20e eeuw in Luik (België) woonde. 
Hij was betrokken bij illegale wapenhandel en deed onder meer zaken met de gewezen CIA-officier Edwin Wilson. Wilson was jarenlang betrokken in illegale wapenhandel met Libië. Hij leverde het land 20 ton C-4-explosieven wat evenveel was als de gehele Amerikaanse voorraad. C-4-explosieven zijn berucht voor hun gebruik in terroristische bommen. In 1981 contacteerde Armand Donnay Wilson met het nieuws dat hij een interessant aanbod had voor de Libiërs: grondstoffen, uitrusting en technologie voor een kernwapen Wilson was zeer sceptisch, maar wilde de sprong toch wagen. Wilson en Donnay contacteerden enkele hogere Libische ambtenaren. Zij gingen in op de uitnodiging voor een gesprek. De twee stelden de Libiërs voor om een hele nucleaire infrastructuur te leveren: een onderzoeksreactor, hoogverrijkt uranium en plutonium en een heuse fabriek om kernkoppen te maken. De Libiërs hadden weinig nucleaire expertise maar dit doorzagen ze. Het was volgens hen onmogelijk dat die Amerikaan en Belg dat allemaal gingen leveren. Bovendien zaten er zware technische fouten in de documenten. Die atoombom zou nooit werken. De deal ging niet door, en Armand Donnay werd kort nadien in België voor illegale wapenhandel aangehouden.  